# Classique d'Ordizia 2014
La 91e édition de la Classique d'Ordizia a eu lieu le 25 juillet 2014. La course fait partie du calendrier UCI Europe Tour 2014 en catégorie 1.1.

## Présentation

### Équipes
Classée en catégorie 1.1 de l'UCI Europe Tour, la Classique d'Ordizia est par conséquent ouvert aux UCI ProTeams dans la limite de 50 % des équipes participantes, aux équipes continentales professionnelles, aux équipes continentales et aux équipes nationales.

## Classement final
|    | Coureur           | Pays     | Équipe                       |    | Temps           |
| -- | ----------------- | -------- | ---------------------------- | -- | --------------- |
| 1  | Gorka Izagirre    | Espagne  | Movistar                     | en | 4 h 22 min 22 s |
| 2  | Luis León Sánchez | Espagne  | Caja Rural-Seguros RGA       | +  | 0 s             |
| 3  | José Herrada      | Espagne  | Movistar                     |    | 3 s             |
| 4  | Igor Antón        | Espagne  | Movistar                     |    | 6 s             |
| 5  | Dayer Quintana    | Colombie | Movistar                     |    | 24 s            |
| 6  | David Belda       | Espagne  | Burgos-BH                    |    | 38 s            |
| 7  | Jordi Simón       | Espagne  | Ecuador                      |    | 38 s            |
| 8  | Johnny Hoogerland | Pays-Bas | Androni Giocattoli-Venezuela |    | 44 s            |
| 9  | Edson Calderón    | Colombie | 472-Colombia                 |    | 44 s            |
| 10 | Javier Moreno     | Espagne  | Movistar                     |    | 44 s            |